# Associazione Calcio Fiorentina 1929-1930
Questa voce raccoglie le informazioni riguardanti l'Associazione Calcio Fiorentina nelle competizioni ufficiali della stagione 1929-1930.

## Stagione
Il 22 settembre 1929 fu una data memorabile: scese in campo la prima formazione in maglia viola. La caratteristica casacca con il distintivo a sinistra sul petto, raffigurante il giglio rosso in campo bianco simbolo e stemma di Firenze (da cui il soprannome di "gigliati"), fu indossato per la prima volta in un'amichevole con la Roma. Si dice che furono adottate per un caso fortuito: le maglie biancorosse vennero lavate male da una lavandaia in un fiume, stringendo e assumendo un colore violaceo. In realtà pare fu il marchese Luigi Ridolfi in persona a volere il cambio del colore nel viola come espressione cromatica del giglio fiorentino. Ai tifosi il cambio di colore piacque e fu definitivamente adottato.
Nella sua prima stagione in Serie B, dopo un buon inizio, la Fiorentina si classificò quarta con 40 punti, a soli sei dalla zona promozione. Fu un campionato di assestamento e di qualità, con la compagine viola che fece un buon salto di categoria, togliendosi parecchie soddisfazioni contro squadre che fino all'anno prima gli erano nettamente superiori.

## Rosa
| N. |                   | Ruolo | Calciatore         |
| -- | ----------------- | ----- | ------------------ |
|    | Italia (bandiera) | P     | Arturo Maffei      |
|    | Italia (bandiera) | P     | Mario Sernagiotto  |
|    | Italia (bandiera) | D     | Carlo Giacomelli   |
|    | Italia (bandiera) | D     | Renzo Magli        |
|    | Italia (bandiera) | D     | Francesco Riviera  |
|    | Italia (bandiera) | D     | Giordano Sinibaldi |
|    | Italia (bandiera) | D     | Vittorio Staccione |
|    | Italia (bandiera) | C     | Curzio Longoni     |
|    | Italia (bandiera) | C     | Mario Meucci       |
|    | Italia (bandiera) | C     | Giuseppe Galluzzi  |
|    | Italia (bandiera) | C     | Bruno Neri         |

| N. |                   | Ruolo | Calciatore           |
| -- | ----------------- | ----- | -------------------- |
|    | Italia (bandiera) | C     | Mario Olenich        |
|    | Italia (bandiera) | C     | Olmi                 |
|    | Italia (bandiera) | C     | Mario Pizziolo       |
|    | Italia (bandiera) | C     | Oscar Segoni (III)   |
|    | Italia (bandiera) | A     | Fortunato Baldinotti |
|    | Italia (bandiera) | A     | Alfredo Balzarini    |
|    | Italia (bandiera) | A     | Italo Bandini        |
|    | Italia (bandiera) | A     | Pilade Luchetti      |
|    | Italia (bandiera) | A     | Mario Moretti (II)   |
|    | Italia (bandiera) | A     | Raffaele Rivolo      |
|    | Italia (bandiera) | A     | Clotario Stafetta    |

## Risultati

### Serie B

#### Girone di andata
| Firenze 6 ottobre 1929, ore 15.30 1ª giornata | Fiorentina    | 0 – 0 | Casale | Stadio Velodromo Libertas\| Arbitro: \| Scarpi (Dolo) \| |
| Arbitro:                                      | Scarpi (Dolo) |       |        |                                                          |

| Arbitro: | Barlassina (Novara) |

|               |           |                                |
| Baccilieri 1’ | Marcatori | 19’, 55’, 59’ Rivolo 9’ Segoni |

| Arbitro: | Casetta (Milano) |

|                                                    |           |  |
| Stafetta 60’ Luchetti 78’ Galluzzi 85’ Segoni 89’. | Marcatori |  |

| Arbitro: | Dani (Genova) |

|                                        |           |             |
| Galluzzi 7’, 38’ Rivolo 24’ Segoni 78’ | Marcatori | 70’ Zuliani |

| Arbitro: | Quilleri (Brescia) |

|                          |           |           |
| Gay 8’, 21’ L. Poggi 69’ | Marcatori | 9’ Segoni |

| Arbitro: | Lenti (Genova) |

|            |           |            |
| Tarlao 37’ | Marcatori | 27’ Rivolo |

| Arbitro: | Scarpi (Dolo) |

|                              |           |  |
| Rivolo 15’ Luchetti 31’, 68’ | Marcatori |  |

| Arbitro: | Caironi (Milano) |

|                                           |           |                         |
| Ravetta 7’ Checco 24’ (rig.) Versaldi 65’ | Marcatori | 31’ Segoni 46’ Stafetta |

| Firenze 8 dicembre 1929, ore 15:00 9ª giornata | Fiorentina     | 0 – 0 | Prato | Stadio Velodromo Libertas\| Arbitro: \| Lenti (Genova) \| |
| Arbitro:                                       | Lenti (Genova) |       |       |                                                           |

| Arbitro: | Ferro (Milano) |

|                           |           |  |
| Fortina 18’ Locatelli 25’ | Marcatori |  |

| Arbitro: | U.Gama (Milano) |

|            |           |                          |
| Meucci 10’ | Marcatori | 36’ Mistrali 56’ Vaccari |

| La Spezia 5 gennaio 1930 12ª giornata | Spezia          | 0 – 0 | Fiorentina | Stadio Alberto Picco\| Arbitro: \| Rovida (Milano) \| |
| Arbitro:                              | Rovida (Milano) |       |            |                                                       |

| Arbitro: | Barlassina (Novara) |

|                                     |           |  |
| Olenich 24’ Luchetti 40’ Rivolo 64’ | Marcatori |  |

| Arbitro: | Garbieri (Genova) |

|                          |           |                     |
| Canavesi 30’ Aliatis 45’ | Marcatori | 60’ (aut.) Bellardi |

| Arbitro: | Casetta (Milano) |

|                                                                   |           |          |
| Rivolo 12’ (rig.) 36’ Galluzzi 66’ Stafetta 77’, 87’ Galluzzi 86’ | Marcatori | 8’ Giuge |

| Arbitro: | Rovida (Milano) |

|             |           |  |
| Ferrero 22’ | Marcatori |  |

| Arbitro: | Barlassina (Novara) |

|            |           |            |
| Rivolo 67’ | Marcatori | 33’ Pilati |

#### Girone di ritorno
| Arbitro: | Gonani (Ravenna) |

|                             |           |  |
| Demarchi 9’ Mattea 16’, 21’ | Marcatori |  |

| Arbitro: | Malagodi (Ferrara) |

|                  |           |             |
| Stafetta 6’, 68’ | Marcatori | 71’ Molinis |

| Arbitro: | Scorzoni (Bologna) |

|             |           |  |
| Patuzzi 27’ | Marcatori |  |

| Arbitro: | Bruna (Venezia) |

|  |           |                                      |
|  | Marcatori | 28’ Moretti (II) 63’, 69’ Baldinotti |

| Arbitro: | U.Gama (Milano) |

|                                                                 |           |              |
| Stafetta 38’, 55’ Baldinotti 45’, 57’ Luchetti 71’ Galluzzi 87’ | Marcatori | 36’ L. Poggi |

| Arbitro: | Pessato (Monfalcone) |

|                                          |           |  |
| Stafetta 35’ Luchetti 57’ Baldinotti 87’ | Marcatori |  |

| Arbitro: | Gonani (Ravenna) |

|  |           |            |
|  | Marcatori | 72’ Rivolo |

| Arbitro: | Bo (Genova) |

|                          |           |  |
| Baldinotti 14’, 32’, 61’ | Marcatori |  |

| Arbitro: | Mattea (Torino) |

|            |           |                   |
| Marini 83’ | Marcatori | 35’, 53’ Luchetti |

| Arbitro: | Mazzarini (Roma) |

|                |           |             |
| Baldinotti 25’ | Marcatori | 78’ Miltone |

| Arbitro: | Caironi (Milano) |

|             |           |                |
| Vaccari 67’ | Marcatori | 32’ Baldinotti |

| Arbitro: | D'Alessandro (Vercelli) |

|                                            |           |           |
| Luchetti 4’ Rivolo 21’, 32’ Baldinotti 65’ | Marcatori | 57’ Rizzo |

| Arbitro: | Mastellari (Bologna) |

|                           |           |                |
| Bottaro 1’ Costantino 88’ | Marcatori | 30’ Baldinotti |

| Arbitro: | Pessato (Monfalcone) |

|              |           |           |
| Luchetti 15’ | Marcatori | 25’ Rizzi |

| Arbitro: | Garbieri (Genova) |

|                                                            |           |              |
| G. Rossi 16’, 86’, 87’ Gorini 62’ V. Bonello 65’ Giuge 89’ | Marcatori | 50’ Stafetta |

| Arbitro: | Carraro (Padova) |

|                           |           |                 |
| Stafetta 40’ Luchetti 70’ | Marcatori | 15’ Frassoldati |

| Arbitro: | Cugnini (Ancona) |

|               |           |                         |
| Montanari 33’ | Marcatori | 15’ Galluzzi 25’ Rivolo |

## Statistiche

### Statistiche di squadra
| Competizione | Punti | In casa | In casa | In casa | In casa | In casa | In casa | In trasferta | In trasferta | In trasferta | In trasferta | In trasferta | In trasferta | Totale | Totale | Totale | Totale | Totale | Totale | DR  |
| Competizione | Punti | G       | V       | N       | P       | Gf      | Gs      | G            | V            | N            | P            | Gf           | Gs           | G      | V      | N      | P      | Gf     | Gs     | DR  |
| ------------ | ----- | ------- | ------- | ------- | ------- | ------- | ------- | ------------ | ------------ | ------------ | ------------ | ------------ | ------------ | ------ | ------ | ------ | ------ | ------ | ------ | --- |
| Serie B      | 40    | 17      | 11      | 5       | 1       | 44      | 11      | 17           | 5            | 3            | 9            | 20           | 28           | 34     | 16     | 8      | 10     | 64     | 39     | +25 |

### Statistiche dei giocatori
| Giocatore       | Serie B  | Serie B |
| Giocatore       | Presenze | Reti    |
| --------------- | -------- | ------- |
| I. Bandini      | 3        | 0       |
| F. Baldinotti   | 16       | 11      |
| A. Balzarini    | 1        | 0       |
| G. Galluzzi     | 29       | 7       |
| C. Giacomelli   | 11       | 0       |
| C. Longoni      | 1        | 0       |
| P. Luchetti     | 34       | 10      |
| A. Maffei       | 0        | 0       |
| R. Magli        | 14       | 0       |
| M. Meucci       | 4        | 1       |
| M. Moretti (II) | 8        | 1       |
| B. Neri         | 25       | 0       |
| M. Olenich      | 11       | 0       |
| Olmi            | 6        | 1       |
| M. Pizziolo     | 31       | 0       |
| F. Riviera      | 10       | 0       |
| R. Rivolo       | 31       | 15      |
| O. Segoni (III) | 11       | 4       |
| M. Sernagiotto  | 34       | 0       |
| G. Sinibaldi    | 34       | 0       |
| V. Staccione    | 33       | 0       |
| C. Stafetta     | 33       | 13      |